# Jean-Aimé de Lévézou de Vezins
Jean-Aimé de Levezou de Vesins, ou Jean-Aimé de Levezou de Vezins, né à Millau le 25 août 1793, mort à Agen le 11 avril 1867, est un prélat français, évêque d'Agen au XIXe siècle. 

## Biographie
Jean-Aimé de Levezou de Vesins est né à Millau le 25 août 1793, d'Antoine-Alexis de Levezou (1745-1810), vicomte de Vesins, et de Joséphine de Mostuéjouls (1766-1843). Il est né en résidence surveillée (la prison est une légende) dans l'hôtel de famille (aujourd'hui communauté de communes) situé en face de la mairie de l'époque et où avaient été assignés ses parents, dénoncés pour avoir caché des prêtres.
Il s'est marié le 24 août 1813 avec Marie Louise Julie de Faramond de Lafajole (1797-1826) dont il a eu cinq enfants, mineurs au moment du décès de sa femme.
Il a été conseiller de préfecture à Montauban, puis sous-préfet de Millau en 1829.
Lors de l'accès au trône de Louis-Philippe, il décide de devenir prêtre, est ordonné en 1836 et devint vicaire général de Bordeaux en 1838.
Il a été nommé évêque d'Agen par une ordonnance royale le 26 janvier 1841, après la démission de Jacoupy. Il est préconisé le 12 juillet suivant. Il a reçu la consécration épiscopale à Bordeaux le 8 août 1841. Il va consacrer son épiscopat à restaurer les monuments religieux et à faire construire de nouvelles églises, à Castelmoron, à Meilhan, à Couthures, à Buzet, à Sauveterre, l'église de pèlerinage de Notre-Dame de Bon-Encontre qu'il place sous l'invocation de l'Immaculée conception et y fait venir les Maristes de Lyon. Il a rétabli les conférences ecclésiastiques. Il a établi une nouvelle organisation de son diocèse avec la création de deux archidiaconés, le premier avec Agen et Villeneuve, le second avec Marmande et Nérac, et dans chaque canton est placé un archiprêtré.
Le 30 août 1853 est consacrée l'église de Castelmoron construite sur les plans de l'architecte Leboucher.
Il a assisté à plusieurs conciles provinciaux, en 1850 à Bordeaux, en 1853 à La Rochelle, en 1856 à Périgueux.
Il est fait chevalier de la légion d'honneur en 1852, puis officier en 1864.
Il est mort à Agen le 11 avril 1867.

## Distinctions
- Officier de la Légion d'honneur (12 aout 1864)[2]

## Armes et devise
Écartelé : au 1er et 4e d'azur au lion couronné d'or, armé et lampassé de gueules; au 2e et 3e de gueules à trois clefs d'argent, en pal.
Gratia Dei sum id quod sum

## Sources
- Le Clergé de France, Tome II
- Abbé Joseph Barrère, Histoire religieuse & monumentale de diocèse d'Agen depuis les temps les plus reculés jusqu'à nos jours, volume 2, p. 426-434, chez Achille Chérou, Agen, 1856 ( lire en ligne )